# Dry Hill (Massachusetts)
Dry Hill ist ein 206 Acres (0,8 km²) großes Naturschutzgebiet rund um den gleichnamigen, 1.742 ft (531 m) hohen Berg bei der Stadt New Marlborough im Bundesstaat Massachusetts der Vereinigten Staaten und wird von der Organisation The Trustees of Reservations verwaltet.

## Geschichte
Ursprünglich wurde auf dem Gelände des heutigen Schutzgebiets Land- und Forstwirtschaft betrieben, und es gab auch Marmor-Steinbrüche, deren Ertrag vorwiegend für die Fundamente lokaler Gebäude verwendet wurde. Zuletzt befand sich dort eine Privatschule.
Das Schutzgebiet entstand im Jahr 2000 durch eine Schenkung an die Trustees, die ergänzende Flächen käuflich erwarben.

## Schutzgebiet
Das als Dry Hill bezeichnete Gebiet setzt sich aus felsigen Erhebungen und Tälern zusammen und ist Teil eines größeren zusammenhängenden Waldgebiets, das als wichtiger Lebensraum für große Säugetiere ebenso wie für viele Arten von Waldvögeln (hier insb. der Blaurücken-Waldsänger) dient.
Durch das Schutzgebiet führt ein 1,5 mi (2,4 km) langer Rundweg vorbei an Rot-Ahornen, Hemlocktannen und Eichenwäldern. Dicht mit Heidekraut bewachsene Bereiche wechseln sich mit offenen Flächen ab, auf denen unter anderem Kulturheidelbeeren, Borretsch, Uvularia und Schattenblumen wachsen.